# Treasures of the Savage Frontier
Treasures of the Savage Frontier ist ein Computer-Rollenspiel von SSI auf Grundlage des Rollenspiel-Regelwerks Advanced Dungeons & Dragons. Es ist der Nachfolger zu Gateway to the Savage Frontier und abschließende zweite Teil der A Savage Frontier Fantasy Role-Playing Epic, einer Unterreihe der Gold-Box-Reihe. Das von Beyond Software entwickelte Spiel erschien 1992 für Amiga und DOS. 

## Handlung
Die Handlung schießt direkt an den Vorgänger Gateway to the Savage Frontier an. Wenige Wochen nach der Vereitelung des finsteren Zhentarim-Plans werden die Helden mit der Vernichtung der letzten verbliebenen Zhentarim-Truppen in der Zwergenstadt Llorkh beauftragt. Diese versuchen weiterhin mit Hilfe ihrer Verbündeten, den Kraken und den Magiern aus Luskan, das regionale Bündnis der sogenannten Lords’ Alliance zu zerstören und die Hoheit über den Wilden Norden zu erlangen. Als die Helden im Anschluss an die Befreiung Llorkhs daher den Botschafter der Lords’ Alliance eskortieren sollen, wird dieser von den Zhentarim entführt und die Helden werden als Verräter gebrandmarkt. Sie müssen Beweise für ihre Unschuld und die anhaltenden Bemühungen ihrer Feinde finden.
Treasures of the Savage Frontier brachte einige neue Funktionen mit. Beispielsweise beeinflusste das Wetter die Kampf- und Bewegungswerte und Gegner konnten Verstärkung herbeirufen. Außerdem war es das erste Computer-Rollenspiel, das eine Romanze zwischen einem Mitglied der Heldengruppe und einem anderen Spielercharakter erlaubte.

## Rezeption
Neben SSIs anderen AD&D-Veröffentlichungen wie Eye of the Beholder geriet Treasures of the Savage Frontier ähnlich wie das im gleichen Jahr erschienene Gold-Box-Spiel The Dark Queen of Krynn wegen der veralteten Technik stark in die Kritik, fand aber inhaltlich noch Anerkennung.

„Wie gewohnt gibt’s an Steuerung und bewährtem Spielprinzip nichts auszusetzen, trotzdem schleicht sich gepflegte Langeweile in den Heldenalltag. Während die Konkurrenz an innovativen Ideen bastelt, kocht SSI das bereits 1988 entwickelte Spielsystem zum wiederholten Male aus.“

„Treasures Of The Savage Frontier ist nicht die lang erwartete (und eigentlich schon längst überfällige) Neuerung im Dungeons & Dragons-Spieluniversum. Dank guter Story und feiner (wenn auch rarer) Grafik vermag es aber letztendlich spielerisch doch zu überzeugen.“

Treasures of the Savage Frontier fand mit rund 32.000 Kopien nur noch halb soviele Abnehmer wie der Vorgänger Gateway to the Savage Frontier.
Allen Rausch und Miguel Lopez befanden 2004 in ihrer Retrospektive für Gamespy: „Treasures of the Savage Frontier war das allerletzte Spiel der legendären Gold Box-Serie, die zum Zeitpunkt ihrer Veröffentlichung wohl schon etwas in die Jahre gekommen war. [...] Wie auch immer, es war ein denkwürdiger Abschluss für die Serie, und es wird als eines der ausgefeilteren und vollendeteren Spiele in Erinnerung bleiben“. 1993 erschien mit Unlimited Adventures noch ein von MicroMagic entwickeltes Baukastensystem für die Erstellung eigener Abenteuer in der Gold-Box-Engine.